# Guillem Frederic de Wied

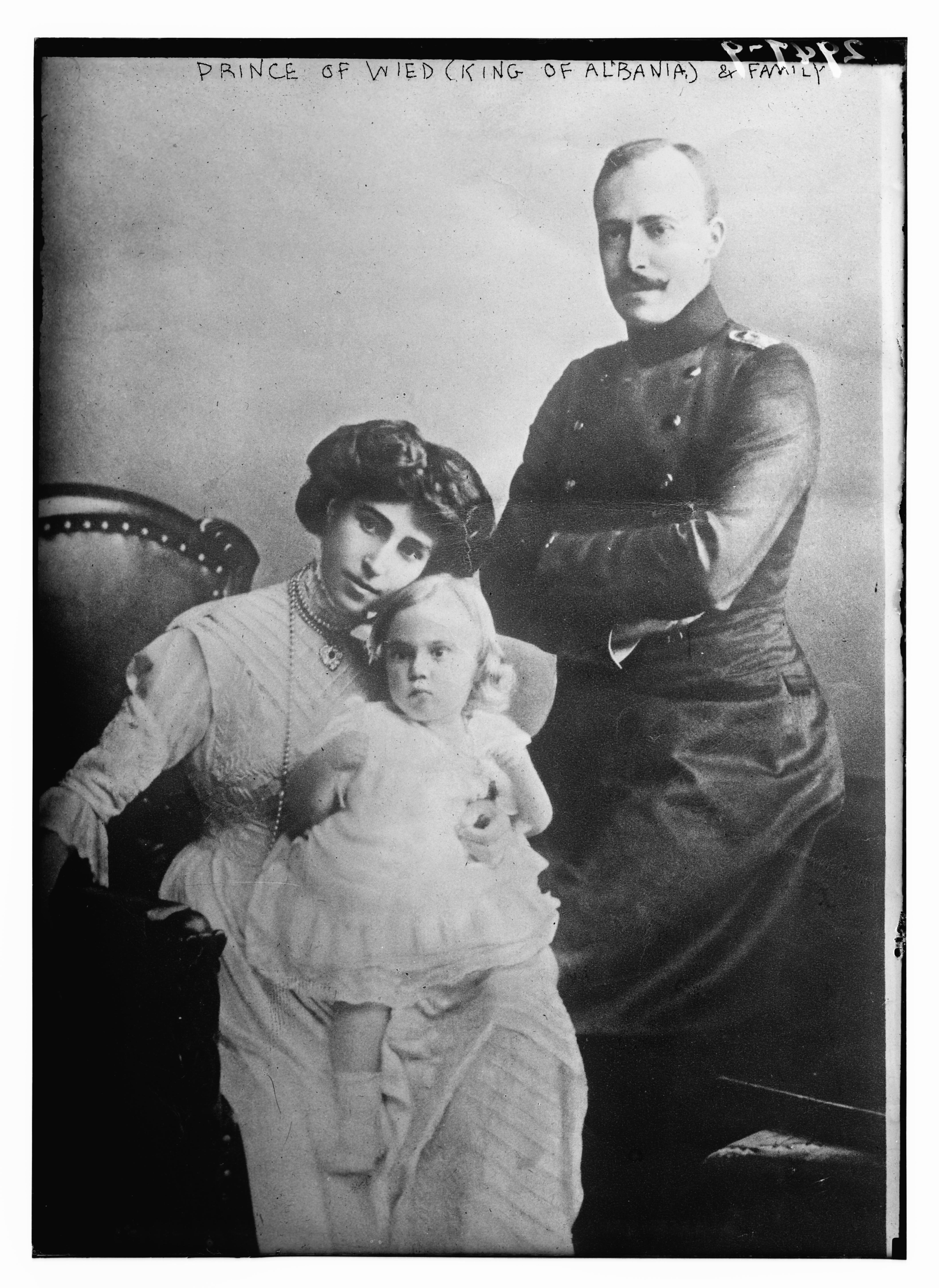
Guillem de Wied amb la seva dona Sophie de Schönburg-Waldenburg i la seva filla Maria Eleanora

Guillem Frederic de Wied, (Neuwied, Renània-Palatinat Alemanya, 1876 - Predeal, Romania 1945) més conegut simplement com a Guillem de Wied (el nom complet era Wilhelm Friedrich Heinrich von Wied) era príncep de la casa de prínceps mediatitzats de Wied.
Fou oficial de l'exèrcit alemany i va ocupar diversos llocs amb eficàcia. El 1913 fou proposat com a príncep d'Albània que les potències havien decidit fer independent. Fou designat per acord entre les potencies i el 21 de febrer de 1914, divuit delegats albanesos (un per districte) van anar al castell de Neuwied i van oferir la corona al príncep que va acceptar.
Va arribar a Durazzo el 7 de març de 1914. Als pocs dies es va produir una revolta musulmana al centre del país dirigits per la família Toptani i sota el comandament de Essad Pasha (membre d'aquesta família), que demanaven la reincorporació a Turquia amb autonomia. El príncep es va refugiar al vaixell italià Misurata, ancorat a Durazzo el 23 de maig de 1914 i va sortir del país el 3 de setembre.
Va morir a Sinaia, Romania el 18 d'abril de 1945.
Del seu enllaç (30 de novembre de 1906) amb Sophie Helene Cecile, Princesa de Schönburg-Waldenburg va deixar un fill Carles Víctor (nascut el 1913 que va heretar els drets a la corona albanesa però va morir sense descendència el 8 de desembre de 1973); i una filla Maria Eleanora.